# V345 Весов
V345 Весов (лат. V345 Librae) — одиночная переменная звезда в созвездии Весов на расстоянии (вычисленном из значения параллакса) приблизительно 23600 световых лет (около 7236 парсеков) от Солнца. Видимая звёздная величина звезды — от +14,9m до +14,1m.

## Характеристики
V345 Весов — пульсирующая переменная звезда типа RR Лиры (RRAB).